# La Caridad (villa)
La Caridad (oficialmente y en asturiano: A Caridá) es una villa perteneciente a la parroquia de La Caridad, en el concejo de El Franco, comarca de Eo-Navia, Principado de Asturias, España.